# Campenon Bernard
Campenon Bernard war ein französisches Bauunternehmen, das insbesondere für den Bau von Spannbetonbrücken und  Staumauern bekannt wurde.
Das Unternehmen wurde 1920 von den Bauingenieuren Edme Campenon (1872–1962) und André Bernard in Albi gegründet, aber kurz darauf nach Paris verlegt, wo es sich bald zu einem der großen französischen Bauunternehmen entwickelte. Bekannt wurden die von dem Unternehmen ausgeführten Gewichtsstaumauern Barrage du Chambon im Département Isère und Barrage Oued Fodda im damals französischen Algerien.
1935 machte Edme Campenon die Bekanntschaft von Eugène Freyssinet, dem Erfinder des Spannbetons. Nach intensiven Gesprächen vereinbarten sie, Freyssinets Spannbeton-System bei der algerischen Barrage des Portes de Fer und den Betonrohren für die dazugehörenden rund 44 km Druckwasserleitungen einzusetzen. Die Zusammenarbeit wurde fortgesetzt bei zahlreichen Staumauern in Frankreich und Nordafrika sowie zahlreichen Brückenbauten wie der Pont de Luzancy, der ersten Spannbetonbrücke Frankreichs.
Ab 1960 war Jean Muller für das Unternehmen tätig, dem er mit der Technik vorgefertigter Hohlkastensegmente für Spannbetonbrücken zu großen Erfolgen verhalf, beginnend mit der Pont de Choisy und dem Viaduc d’Oléron. In den Jahren von 1962 bis 1970 baute Campenon Bernard drei Viertel der französischen Spannbetonbrücken. Außerdem spezialisierte sich Campenon Bernard auf den Bau von Atomkraftwerken und sonstiger großer Projekte.
In der Zeit ab 1988 erfolgten eine Reihe von Übernahmen und Umgruppierungen, die dazu führten, dass das Unternehmen zusammen mit dem ebenfalls traditionsreichen Unternehmen Dodin als Dodin Campenon Bernard ein Teil des VINCI-Konzerns wurde.